# Arevaci

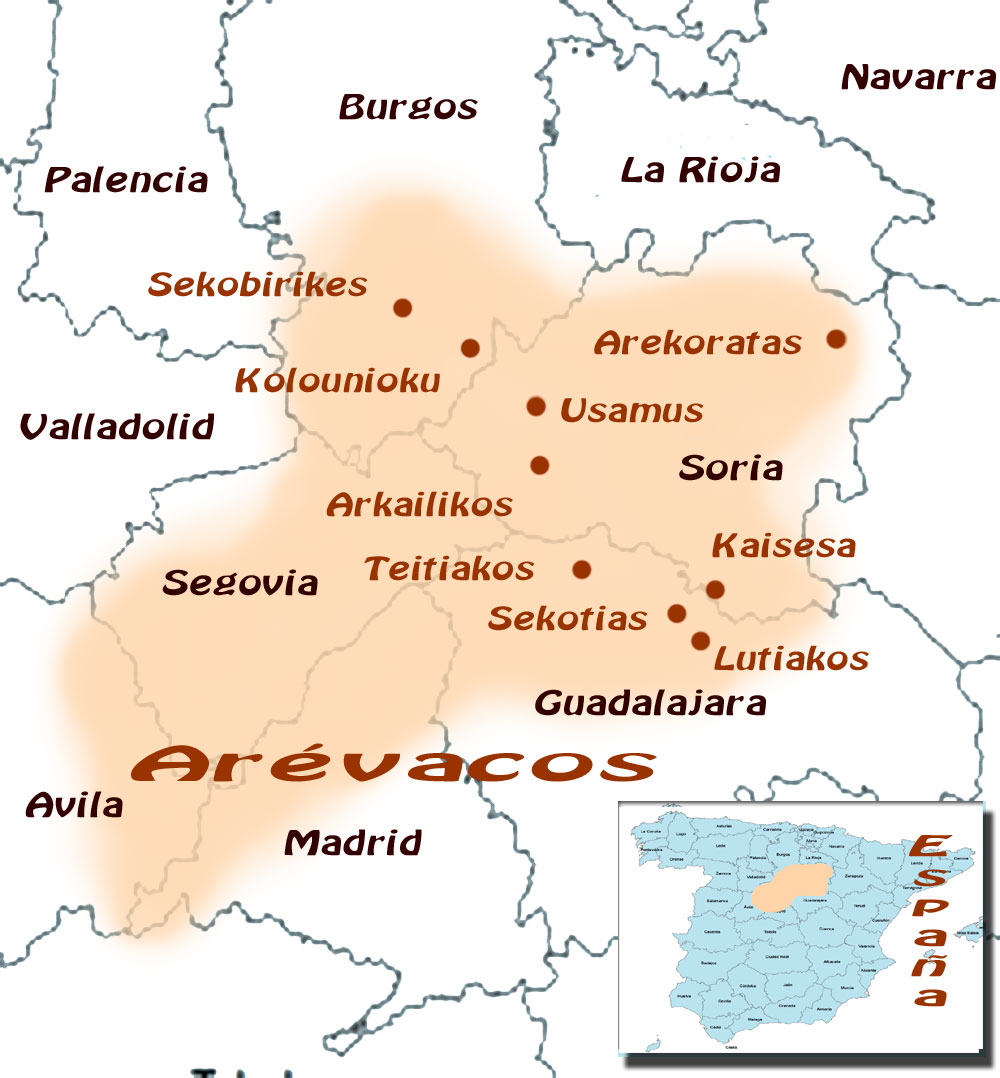
Territori del popolo degli Arevaci

Gli Arevaci o Aravaci (Arevakos, Arvatkos o Areukas nelle fonti in lingua greca) furono una popolazione celtiberica pre-romana che si insediò nella Meseta centrale della Hispania settentrionale e che dominò buona parte della Celtiberia dal IV al II secolo a.C.. I Vaccei erano loro alleati.

## Etnonimo
Alcuni storici moderni affermarono che gli Arevaci erano un ramo dei Vaccei, per cui il loro nome tribale significherebbe "Are-Vaccei" o Vaccei "orientali". Un'etimologia alternativa è stata fornita dal geografo romano Plinio il Vecchio il quale li definisce "Celtiberi Arevaci", aggiungendo che devono il loro nome al fiume "Areva" (Araviana), e quindi il loro etnonimo può essere tradotto in "coloro che abitano l'Areva".

## Storia

### Origini e territorio
La loro esatta origine è oscura, ma secondo il poco che si conosce i loro antenati sarebbero i primi a parlare celtico-Q, provenienti dalla Gallia e che migrarono nella Penisola iberica attorno alla metà del VI secolo a.C., quasi contemporaneamente ai potenti Vaccei della Meseta occidentale.
Il nucleo del territorio abitato dagli Arevaci era centrato sulle attuali province di Soria e in buona parte della Guadalajara, fino a raggiungere le sorgenti del Tago, espandendosi nella metà orientale della provincia di Segovia e nella parte sud-orientale della provincia di Burgos. Per un periodo di tempo dominarono parte della vicina provincia di Saragozza. Fondarono grandi città-Stato nella Celtiberia settentrionale, tra cui Clunia (oggi Alto del Cuerno o Coruña del Conde, Burgos; nome celtiberico: Kolounioku), Voluce/Veluka (vicino a Calatañazor, Soria), Uxama Argelae (Cerro de Castro, vicino a Osma, Soria; nome celtiberico: Arcailicos/Uzamuz), Termantia (Montejo de Tiermes, Soria), chiamata anche Termes o Termesos, Savia (Soria?) e Numanzia (Muela de Garray, Soria). Altre città citate nelle fonti storiche, quali Segovia, Ocilis, Comfluenta, Tucris, Lutia, Mallia, Lagni e Colenda, non sono ancora state localizzate.

### V-metà del II secolo a.C.
In rapporto ai popoli più militarizzati della Meseta orientale, gli Arevaci si impegnarono subito in una politica espansionistica prendendo parte alla migrazione dei Celti del V secolo a.C. al fianco di Lusoni e Vaccei, per poi insediarsi nell'Iberia sud-occidentale. A cavallo tra IV e III secolo a.C. gli Arevaci cambiarono la loro direzione di espansione dirigendosi a est, verso l'alto corso del Duero, e a sud nelle montagne della penisola centrale. Qui cacciarono i precedenti abitanti, i Pelendoni, conquistando le città di Savia e Numanzia e sottomettendo gli Uraci, prendendo il controllo delle città strategiche di Aregrada (Ágreda?, Soria; nome celtiberico: Areicoraticos/Arecorataz), Cortona (Medinaceli?, Soria), Segontia (Sigüenza, Guadalajara) e Arcobriga (Monreal de Ariza, Saragozza). Attorno alla metà del II secolo a.C., gli Arevaci crearono con i vicini Lusoni, i Belli e i Titti una federazione tribale di popolazioni celtibere, con Numanzia come capitale federale.
Durante la Seconda guerra punica la confederazione si mantenne neutrale, anche se i mercenari celtiberi vengono citati come combattenti di entrambi gli schieramenti in numerose occasioni.

### II-I secolo a.C.
Arevaci e Belli si ribellarono al dominio della Repubblica romana dando vita alle Guerre celtibere. Dopo la caduta di Numanzia nel 134-133 a.C., i Romani sciolsero la confederazione celtiberica permettendo a Pellendoni ed Uraci di riconquistare la propria indipendenza dagli Arevaci, i quali divennero tecnicamente sottomessi e assorbiti dalla provincia della Spagna Citeriore. Le restanti città degli Arevaci mantennero intatta buona parte della loro capacità militare, e guidati da Clunia e Termantia aiutarono nella difesa della Celtiberia dal tentativo di invasione dei Lusitani nel 114 a.C. e dei Cimbri, che si riversarono dai Pirenei attorno al 104-103 a.C.. Rincuorati da questi successi, e risentiti dalla mancanza di riconoscimento da parte dei romani dei loro sforzi, gli Arevaci iniziarono segretamente a complottare contro il dominio romano unendosi agli altrettanto scontenti vicini celtiberi nella rivolta del 99-81 a.C. (nota anche come Terza guerra celtibera). Non solo gli Arevaci furono annientati dal proconsole Tito Didio nel 92 a.C., ma subirono anche la distruzione della propria capitale, Termantia.
Nonostante fossero strati a tutti gli effetti aggregati alla Spagna Citeriore dopo il 93 a.C., le relazioni degli Arevaci con Roma rimasero difficoltose. Continuarono a resistere alle politiche di integrazione e assimilazione romane per decenni, una situazione che si unì agli abusi fiscali e che saltuariamente portò allo scoppio di focolai di violenza per buona parte del I secolo a.C. Nonostante in seguito gli Arevaci fornissero un'unità ausiliaria di cavalleria (la "Ala Hispanorum Aravacorum") nel 29 a.C. per combattere nella prima guerra asturo-cantabrica a fianco delle legioni romane, Tacito parla delle pesanti tassazioni come causa di una rivolta nella regione di Termes, in seguito alla quale ci fu l'imboscata e l'assassinio di Lucio Pisone, pretore della Spagna Citeriore, nel 25 a.C..

## Religione
Praticavano il rito dell'escarnazione esponendo i corpi dei guerrieri uccisi in battaglia agli avvoltoi, come descritto da Silio Italico e Claudio Eliano e confermato dalle stele funerarie e dalle ceramiche dipinte ritrovate a Numanzia.

## Cultura
Condivisero con i Vaccei la stessa struttura sociale di tipo collettivista che permise a questi ultimi di sfruttare completamente i vasti campi dell'altopiano occidentale, anche se le prove archeologiche fanno ipotizzare che gli Arevaci fossero soprattutto allevatori che operavano la transumanza nelle praterie dell'alta valle dell'Ebro.